# Kirbuster Farm Museum

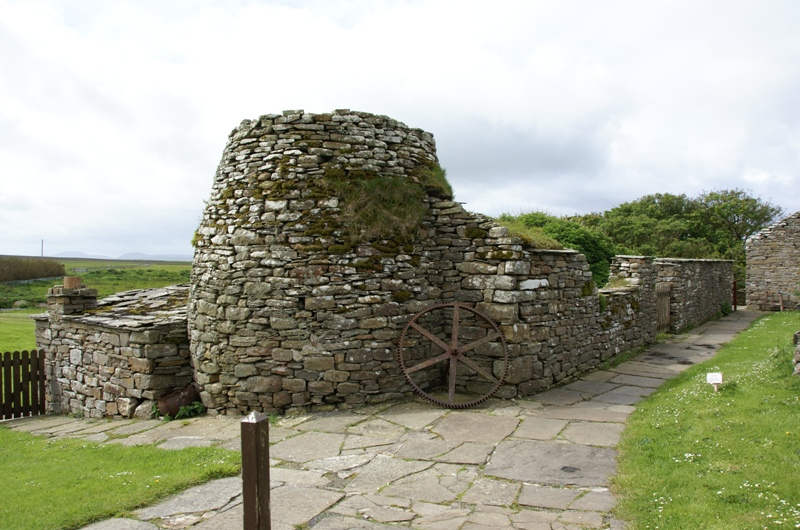
Kirbuster Farm Museum: de kiln waar het graan werd gedroogd.

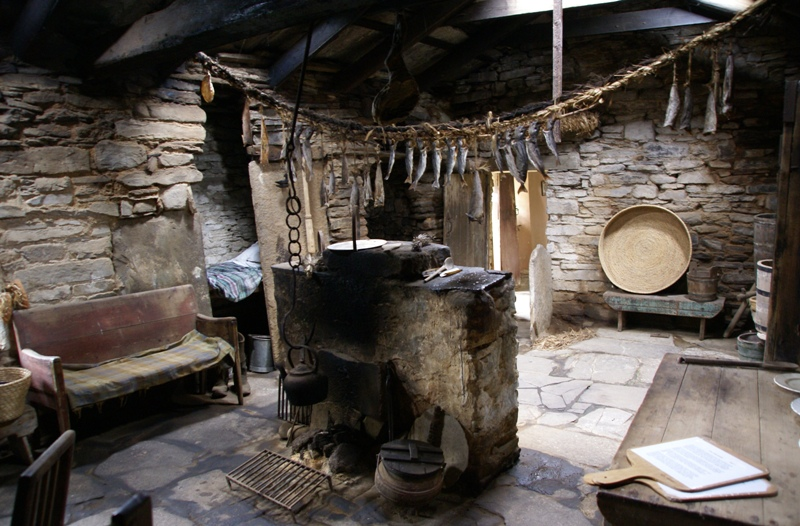
Interieur van het woonhuis met links in de muur het zogenaamde hoek-bed.

Het Kirbuster Farm Museum is een boerderijmuseum, gelegen 4,5 kilometer ten noorden van Dounby op Mainland, een van de Schotse Orkney-eilanden.

## Beschrijving
Het Kirbuster Farm Museum bestaat uit een boerderij, die gebouwd werd in 1723. De boerderij was bewoond tot de jaren zestig van de twintigste eeuw door de families Spence en Hay.
Het museum opende in 1986.
De boerderij bestaat uit een relatief groot woonhuis, een varkensstal, een smidse en een schuur met een kiln (een eesterij om graan te drogen) aan het uiteinde.
In het woonhuis zijn een aantal achttiende-eeuwse kenmerken bewaard gebleven, zoals een stenen bed in een alkoof in de muur (in het Schots een zogenaamd neuk-bed = hoek-bed) en een open haard.

## Beheer
Het Kirbuster Farm Museum wordt beheerd door de Orkney Islands Council.